# ATP Shenzhen Open 2015
ATP Shenzhen Open 2015 byl tenisový turnaj pořádaný jako součást mužského okruhu ATP World Tour, který se hrál na otevřených dvorcích s tvrdým povrchem Plexicushion komplexu Shenzhen Longgang Sports Center. Konal se mezi 28. zářím až 4. říjnem 2015 v čínském Šen-čenu jako 2. ročník turnaje.
Turnaj s rozpočtem 668 945 amerických dolarů patřií do kategorie ATP World Tour 250. Posledním přímým účastníkem v hlavní singlové soutěži se stal 113. americký tenista žebříčku Austin Krajicek. Nejvýše nasazeným hráčem ve dvouhře byl pátý tenista světa Tomáš Berdych z České republiky, který potvrdil roli favorila a událost vyhrál. Na okruhu ATP Tour tak dosáhl na jedenáctý singlový titul. Deblovou část ovládla izraelsko-britská dvojice Jonatan Erlich a Colin Fleming.
Průběh turnaje komplikoval déšť. V jeho důsledku došlo k přeložení semifinále na neděli a finále bylo dohráno až v pondělí okolo 17 hodiny místního času.

## Rozdělení bodů a finančních odměn

### Rozdělení bodů
| Soutěž  | vítězové | finalisté | semifinalisté | čtvrtfinalisté | 16 v kole | 32 v kole | Q  | Q3 | Q2 | Q1 |
| ------- | -------- | --------- | ------------- | -------------- | --------- | --------- | -- | -- | -- | -- |
| dvouhra | 250      | 150       | 90            | 45             | 20        | 0         | 12 | 6  | 0  | 0  |
| čtyřhra | 250      | 150       | 90            | 45             | 0         |           |    |    |    |    |

### Finanční odměny
| Soutěž                              | vítězové | finalisté | semifinalisté | čtvrtfinalisté | 16 v kole | 32 v kole | Q2     | Q1   |
| ----------------------------------- | -------- | --------- | ------------- | -------------- | --------- | --------- | ------ | ---- |
| dvouhra                             | $110 575 | $58 240   | $31 550       | $17 970        | $10 590   | $6 275    | $1 010 | $485 |
| čtyřhra                             | $33 600  | $17 660   | $9 570        | $5 470         | $3 210    | —         | —      | —    |
| částka ve čtyřhře je uvedena na pár |          |           |               |                |           |           |        |      |

## Mužská dvouhra

### Nasazení
| Stát                         | Hráč                   | ATP | Nasazení |
| ---------------------------- | ---------------------- | --- | -------- |
| Česko                        | Tomáš Berdych          | 5.  | 1.       |
| Chorvatsko                   | Marin Čilić            | 14. | 2.       |
| Španělsko                    | Tommy Robredo          | 27. | 3.       |
| Španělsko                    | Guillermo García-López | 31. | 4.       |
| Francie                      | Adrian Mannarino       | 39. | 5.       |
| Česko                        | Jiří Veselý            | 40. | 6.       |
| Spojené království           | Aljaž Bedene           | 55. | 7.       |
| Dominikánská republika       | Víctor Estrella Burgos | 56. | 8.       |
| Žebříček ATP k 21. září 2015 |                        |     |          |

### Jiné formy účasti
Následující hráči obdrželi divokou kartu do hlavní soutěže:
- Paj Jen
- Wu Ti
- Čang Ce

Následující hráči postoupili z kvalifikace:
- Matthew Ebden
- Hiroki Morija
- Takuto Niki
- Čang Č’-čen

### Odhlášení
před zahájením turnaje
- Pablo Andújar → nahradil jej Chung Hyeon
- Borna Ćorić → nahradil jej Austin Krajicek
- Martin Kližan → nahradil jej James Duckworth
- Philipp Kohlschreiber → nahradil jej Go Soeda
- Donald Young → nahradil jej John Millman

v průběhu turnaje
- Adrian Mannarino (zranění pravého kyčle)

### Skrečování
- Víctor Estrella Burgos (zranění horní části zad)
- Ernests Gulbis (zranění pravého zápěstí)

## Mužská čtyřhra

### Nasazení
| Stát                                                                    | Hráč           | Stát     | Hráč             | ATP  | Nasazení |
| ----------------------------------------------------------------------- | -------------- | -------- | ---------------- | ---- | -------- |
| Spojené království                                                      | Dominic Inglot | Švédsko  | Robert Lindstedt | 49.  | 1.       |
| Polsko                                                                  | Łukasz Kubot   | Pákistán | Ajsám Kúreší     | 75.  | 2.       |
| Austrálie                                                               | Chris Guccione | Brazílie | André Sá         | 107. | 3.       |
| Rakousko                                                                | Julian Knowle  | Rakousko | Oliver Marach    | 108. | 4.       |
| Žebříček ATP k 21. září 2015; číslo je součtem umístění obou členů páru |                |          |                  |      |          |

### Jiné formy účasti
Následující páry obdržely divokou kartu do hlavní soutěže:
- Paj Jen /  Wu Ti
- Kung Mao-sin /  Michael Venus

## Přehled finále

### Mužská dvouhra
- Tomáš Berdych vs.  Guillermo García-López, 6–3, 7–6(9–7)

### Mužská čtyřhra
- Jonatan Erlich /  Colin Fleming vs.  Chris Guccione /  André Sá, 6–1, 6–7(3–7),[10–6]